# Borda de Pau (Guiró)
La Borda de Pau és una borda del terme municipal de la Torre de Cabdella, en el seu terme primigeni.
Està situada al sud-oest del poble d'Aguiró i al nord-oest del de Castell-estaó. És al vessant nord del Serrat de l'Aire, a les Comes de Guiró, en un contrafott del serrat esmentat, entre la llau de la Font de Garriga (ponent), el barranc Roi (nord) i la llau de la Tosca (llevant).
Més a llevant seu hi ha la borda de Vells.